# Konstantyn Doranites
Konstantyn Doranites (gr. Κωνσταντῖνος Δωρανίτης) – bizantyński arystokrata i wojskowy działający w cesarstwie Trapezuntu.
W 1340-1341 brał udział w wojnie domowej przeciw rządom Ireny Paleolog. Razem z Niketasem Scholarisem i Jerzym Meizomatesem popierali Michała Wielkiego Komnena, a następnie jego syna Jana III Wielkiego Komnena. W 1344 Konstantyn pełnił w Trapezuncie urząd protowestiariusza. Jego bratem był Teodor Pileles Doranites. 